# Pleșoi
Pleşoi é uma comuna romena localizada no distrito de Dolj, na região de Oltênia. A comuna possui uma área de 42.00 km² e sua população era de 1406 habitantes segundo o censo de 2007.